# Гаррі Перрі
Гаррі Перрі (англ. Harry Perry; 2 травня 1888 — 9 лютого 1985) — американський кінооператор, який був номінований на премію «Оскар» за найкращу операторську роботу до фільму «Ангели пекла» з Тоні Гаудіо.

## Вибрана фільмографія
- 1920 : Гріхи Розанн / The Sins of Rosanne
- 1921 : Місто безмовних чоловіків / The City of Silent Men
- 1921 : Білий і неодружений / White and Unmarried
- 1921 : Кеппі Рікс / Cappy Ricks
- 1921 : Там був принц / A Prince There Was
- 1922 : Тіні / Shadows
- 1923 : Вірджинець / The Virginian
- 1923 : Зламане крило / The Broken Wing
- 1923 : Квітневі дощі / April Showers
- 1924 : Бойовий американець / The Fighting American
- 1925 : Лестощі / Flattery
- 1927 : Зараз ми в повітрі / Now We're in the Air
- 1927 : Крила / Wings
- 1930 : Ангели пекла / The Bad Sister
- 1943 : Корвет K-225 / Corvette K-225